# Olive Morris
Olive Elaine Morris (* 26. Juni 1952 in Harewood, St. Catherine, Jamaika; † 12. Juli 1979 in Lambeth, London, England) war eine afrokaribische Aktivistin der Schwarzen Frauenbewegung, Bürgerrechtsbewegung und der Hausbesetzerszene der 1970er Jahre in Großbritannien.

## Leben
Olive Morris wurde 1952 in Harewood, St Catherine, Jamaika, als Tochter von Doris (geborene Moseley) und Vincent Nathaniel Morris geboren. Im Alter von neun Jahren zog sie mit ihrer Familie nach London, wo sie den Großteil ihres Lebens verbrachte. Sie verließ die Schule ohne Abschluss und studierte dennoch später an der Manchester University, die sie mit einem Abschluss in Sozialwissenschaften verließ. Mit 17 Jahren wurde Morris Mitglied der Jugendabteilung der Britischen Black Panther Bewegung (später die Black Workers Bewegung) unter Linton Kwesi Johnson und Clovis Reid.

## Vorfall Clement Gomwalk 1969
1969 war sie eine der wenigen Schwarzen, die gegen die Verhaftung eines nigerianischen Diplomaten protestierten, der wegen Falschparkens verhaftet wurde. Während des Protestes wurde Olive von Polizisten angegriffen und rassistisch beschimpft. Zusammen mit sechs weiteren am Protest beteiligten Personen wurde Morris verhaftet. Morris’ Bruder Basil Morris beschrieb ihre dabei erlitten Verletzungen wie folgt: „ihr Gesicht kaum wiedererkennen konnte, sie schlugen sie so heftig“. Morris wurde zu einer Geldstrafe von 10 Pfund verurteilt und erhielt eine Bewährungsstrafe. Die Anklage lautete: tätlicher Angriff auf die Polizei, bedrohliches Verhalten und Besitz gefährlicher Waffen. Auch wenn dieser Vorfall nicht der Auslöser für Morris’ politischen Aktivismus war, wird er doch häufig als Schlüsselerlebnis in ihrer Laufbahn genannt.

## Railton Road 121, Brixton
Mit Liz Obi besetzte Morris 1973 die Railton Road 121 in Brixton. Sie leisteten mehrfach Widerstand gegen Räumungsversuche und wurden mehrere Male verhaftet. Im Januar 1973 wurde Obi von verhaftet während Morris arbeiten war. Als Morris zurückkehrte, versuchte die Polizei auch sie mitzunehmen. Morris kletterte auf das Dach der Railton Road 121. Bilder von diesem Tag wurden in der lokalen Presse veröffentlicht. Ein Foto, das Morris zeigt, wie sie auf das Dach klettert, wurde später zum Cover des Squatters’ Handbook. Die Railton Road 121 entwickelte sich zu einer Drehscheibe des politischen Aktivismus und beherbergte politische Gruppen wie die Black People Against State Harassment. Das Haus wurde ebenso Standort für den Sabarr Bücherladen, einer der ersten Black Community Buchläden. Dieser wurde von einer Gruppe schwarzer Männer und Frauen in Brixton gegründet, zu der auch Morris gehörte. Der Ort wurde in der Folge zu einem anarchistischen Projekt, dem sogenannten 121 Centre, das bis zu seiner Räumung im Jahr 1999 Bestand hatte.

## Brixton Black Women’s Group
Morris war 1974 Gründungsmitglied der Brixton Black Women’s Group (BWG). Die Gruppe bildete sich, um sich mit den spezifischen Problemen schwarzer Frauen zu befassen und Rat und Unterstützung anzubieten. Ursprünglich operierte sie aus dem von Morris und Obi besetzten Haus in der Railton Road 65. Mit den Jahren entwickelte sich die BWG weiter, wurde in das Zentrum für Schwarze Frauen umgewandelt und verlegte ihre Räumlichkeiten nach Stockwell Green.

## Studium in Manchester
Von 1975 bis 1978 studierte Morris an der Manchester University. Ihr Aktivismus ruhte währenddessen nicht. Sie wurde Teil der Manchester Black Women’s Cooperative und der Black Women’s Mutual Aid Group und trug dazu bei, eine Nachhilfeschule zusammen mit Schwarzen Eltern für eine bessere Bildung ihrer Kinder zu verwirklichen. Nach ihrem Studium in Manchester kehrte sie 1978 wieder zurück nach Brixton, wo sie in der Jugendabteilung des Brixton Community Law Centre arbeitete und sich an der Kampagne zur Abschaffung der „Sus“-Gesetze („Suspected Person“) beteiligte. Zusammen mit Mike McColgan schrieb sie einen Artikel über die Anti-Nazi-Liga. „Has the Anti-Nazi League got it right on racism?“ . Dieser wurde 1978 in einem Flugblatt für das Ad-hoc-Komitee gegen Polizeigewalt in Brixton veröffentlicht und kritisierte die Strategie, sich auf die Bekämpfung des Faschismus zu konzentrieren, während die Auswirkungen des institutionalisierten Rassismus bei Polizei, Bildungssystem und Gewerkschaften weitgehend ignoriert würden.

## Organisation of Women of African and Asian Descent (OWAAD)
Morris war eines der Gründungsmitglieder der Organisation of Women of African and Asian Descent (OWAAD) in London. Die erste Konferenz von OWAAD wurde im Abeng Centre in Brixton gehalten, ein Zentrum das unter anderem von Morris, Elaine Holness und anderen Mitgliedern gegründet wurde.

## Tod
Morris erkrankte 1978 auf einer Reise nach Spanien. Zurück in Großbritannien wurde bei ihr ein Non-Hodgkin-Lymphom diagnostiziert. Eine Behandlung blieb erfolglos. Sie starb am 12. Juli 1979 im St. Thomas Hospital in Lambeth und wurde auf dem Friedhof in Streatham Vale beigesetzt. Sie wurde 27 Jahre alt.

## Ehrungen
- 1986 benannte der Lambeth Gemeinderat ein Gebäude auf dem Brixton Hill nach Olive Morris.
- 2009 wurde Olive Morris von der Öffentlichkeit dazu gewählt, auf der Ein-Pfund-Note des Brixton £ zu erscheinen, einer lokalen Währung, die geschaffen wurde, um die Wirtschaft in Brixton anzukurbeln.[8]
- Am 26. Juni 2020, zu ihrem 68. Geburtstag wurde Morris mit einem Google Doodle geehrt.[9]